# Katt i förklädnad
Katt i förklädnad (engelska: Counterfeit Cat) är en brittisk-kanadensisk animerad tecknad serie som ursprungligen sändes på Disney XD år 2016.
Serien producerades av Wildseed Studios och Tricon Kids & Family, 52 stycken 11 minuter långa avsnitt samt två kortfilmer beställdes och produktionen inleddes 2015 vid Wildseeds studio i Bristol.
Katt i förklädnad nominerades i kategorin bästa animation vid British Academy Children's Awards 2016.

## Handling
Serien handlar om en utomjording som heter Gark. Han kraschlandar på planeten Jorden och träffar Max, som ger Gark en kattkostym så att ingen märker att han är från yttre rymden.

## Rollfigurer
- Gark (originalröst: Alex Kelley) – En utomjording som är förklädd till katt
- Max (originalröst: Marc Wootton) – En gul katt som gillar att slappa och gosa
- Betty (originalröst: Kayvan Novak) – Garks och Max matte